# ISO 14001

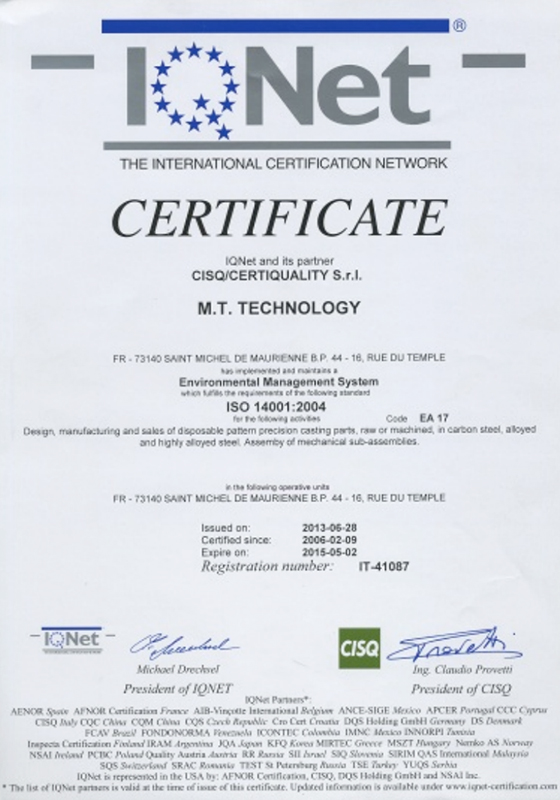
voorbeeld van een ISO 14001-certificaat

ISO 14001 is de internationaal geaccepteerde standaard met eisen voor een milieumanagementsysteem die werd ontwikkeld door de Internationale Organisatie voor Standaardisatie. Het milieumanagementsysteem wordt gebruikt om een bij de organisatie passend milieubeleid te ontwikkelen en de uitvoering ervan te borgen.

## Algemeen
Met behulp van een milieuzorgsysteem volgens de ISO 14001-norm kunnen de milieurisico's van de bedrijfsvoering beheerst en indien mogelijk verminderd worden. ISO 14001-certificatie is niet algemeen verplicht, maar er zijn gemeenten die erom vragen bij het verstrekken van een milieuvergunning. Grotere bedrijven, met name overheden, stellen ISO 14001-certificatie bij aanbestedingen vaak als eis in hun aanvragen.
De NEN-EN-ISO 14001:2015 wordt in Nederland uitgegeven door NEN (Nederlands Normalisatie-instituut). De ‘EN’ staat voor de acceptatie als Europese Norm door CEN (het Europese normalisatie-instituut). De NEN-EN-ISO 14004:2015 geeft een toelichting op de NEN-EN-ISO 14001. In de ‘ISO 14000-serie’ zijn nog verschillende andere normen beschikbaar die gerelateerd zijn aan milieumanagement. Zie verder ISO 14000.
ISO 14001 is onderdeel van een serie ISO standaarden ISO 14000 op het gebied van milieumanagementsystemen.

## Versies
Sinds de ontwikkeling van de standaard is deze tweemaal gereviseerd:
1. ISO 14001:1996
2. ISO 14001:2004, belangrijke afweging voor aanpassing is comptabiliteit met ISO 9001:2000
3. ISO 14001:2015, aanpassing aan structuur Annex SL

## Geschiedenis
Hoewel milieu al een onderwerp van eeuwen is, gaat de historie van milieubeheer meer terug tot de industriële revolutie van de 18e en 19e eeuw, onder andere met oppositie tegen de luchtvervuiling van door fabrieken (de stank afkomstig hiervan) en het ontstaan en uitbreiding van de olie-industrie. In de jaren 1970 kwam er meer druk vanuit regelgevers en negatieve publiciteit en toenemende zorgen rondom het milieu bij het publiek (Nas, 1997). Om die reden werd op vrijwillige basis door de industrie gedragscodes en audit programma’s aangenomen die het platform werden voor milieumanagement systemen. Omdat wereldwijd steeds meer bedrijven dat begonnen te formaliseren was er een toenemende besef dat internationale normen ter standaardisatie noodzakelijk waren.
Ontwikkelingen vanaf de jaren tachtig:
- 1987: De “World Commission on Environment and Development” (bekend als de commissie-Brundtland) publiceert het Brundtland-rapport, waarin de term “duurzame ontwikkeling (sustainable development)” geïntroduceerd wordt en dat het bedrijfsleven oproept om effectieve milieumanagementsystemen te ontwikkelen.
- 1991: na de snelle acceptatie van standaard ISO 9000 op het gebied van kwaliteitsbeheer en de toeneming lokale standaarden op het gebied van milieu, is de ISO een onderzoek gestart naar de wenselijkheid van internationale milieumanagementsysteem standaarden. Een “Strategic Advisory Group On The Environment -SAGE” werd gevormd om te beoordelen of zulke standaarden konden leiden tot
  - het promoten van een gemeenschappelijke aanpak van milieubeheer, gelijk aan kwaliteitsbeheer
  - vergroting van het vermogen van organisaties om verbeteringen te bereiken en meten in milieu prestaties
  - faciliteren van handel en het verwijderen van handelsbarrières
- 1992: Tijdens de VN-conferentie voor milieu en ontwikkeling (United Nations Conference on Environment and Development (UNCED, ook wel genoemd: “Earth Summit”)) in Rio De Janeiro, Brazilië in 1992 werd voor het eerst de nood aan globale standaarden en raamwerken erkend om het probleem van klimaatverandering aan te pakken. "Milieunormen, managementdoelstellingen en -prioriteiten moeten de milieu- en ontwikkelingscontext weerspiegelen waarop ze van toepassing zijn", klonk het in de.[3]
- 1992: In navolging van de succesvolle norm BS 5750 publiceert BSI in 1992 de eerste norm ter wereld voor milieumanagementsystemen, BS 7750
- 1993: Als antwoord op de Earth Summit ontwikkelde de Europese Commissie in 1993 het "Eco Management and Audit Scheme" (EMAS): een milieu- en audit systeem van de EU gebaseerde op vrijwilligheid voor bedrijven en andere organisaties (1836/93/EC) die zaken doen in de Europese Unie.
- 1993: In 1993 zet de Internationale Organisatie voor Standaardisatie (ISO) op basis van de aanbevelingen van de SAGE werkgroep het licht op groep voor het vormen van een Technisch Comité ([4]) dat een milieumanagementnorm moet ontwikkelen.
- 1996: De Britse BS 5750 wordt als template gebruikt voor de verdere ontwikkeling van de ISO 14000-familie, en in 1996 verschijnt de eerste versie ervan en wordt BS 5750 opgevolgd door ISO 14001, "Milieumanagementsystemen"
- 2004: Revisie van de ISO 14001 standaard en behoeve van duidelijkheid en stroomlijnen van de richtlijnen, tezamen met nieuwe ISO 9000 kwaliteitsmanagement standaarden om het mogelijk te maken beide standaarden te integreren.
- 2015: Revisie van de ISO 14001 standaard. Deze versie is gebaseerd op de “High Level Structure - HLS”, het raamwerk voor alle ISO management systemen. Zie verder onder het hoofdje “ISO 14001:2015" en "Annex SL”
- 2018: In september 2018 dienen alle ISO 14001 certificeringen gebaseerd te zijn op ISO 14001:2015 (3 jaar na publicatie van ISO 14001:2015)

ISO 14001 is na 2 decennia geëvolueerd tot de tweede meest gebruikte managementstandaard (meest gebruikte is ISO 9001), met meer dan 300.000 certificaten. De norm geniet wereldwijde erkenning als milieumanagementsysteem, zie hieronder bij toepassing van ISO 14001.

## Toepassing van ISO 14001
De ontwikkeling van ISO 14000-certificering is als volgt
| 2000    | 2001    | 2002    | 2003    | 2004    | 2005    | 2006    | 2007    |
| ------- | ------- | ------- | ------- | ------- | ------- | ------- | ------- |
| 36,464  | 36,464  | 49,440  | 64,996  | 90,554  | 111,163 | 128,211 | 154,572 |
| 2008    | 2009    | 2010    | 2011    | 2012    | 2013    | 2014    | 2015    |
| 188,574 | 222,974 | 239,880 | 243,393 | 260,852 | 273,861 | 296,736 | 319,324 |

| 2000  | 2001  | 2002  | 2003  | 2004  | 2005  | 2006  | 2007  |
| ----- | ----- | ----- | ----- | ----- | ----- | ----- | ----- |
| 784   | 942   | 1,073 | 1,162 | 1,150 | 1,107 | 1,128 | 1,183 |
| 2008  | 2009  | 2010  | 2011  | 2012  | 2013  | 2014  | 2015  |
| 1,314 | 1,326 | 1,494 | 1,681 | 2,085 | 2,419 | 2,408 | 2,461 |

In 2015 is standaard ISO 14001:2015 geïntroduceerd, die standaard 14001:2004 verving. Het totaal aantal certificeringen voor 2015 van 319,324 is als volgt verdeeld:
- ISO 14001:2004 - 318,377
- ISO 14001:2015 - 947

| Werelddeel             | Aantal  | %     |
| ---------------------- | ------- | ----- |
| Oost-Azië              | 165,616 | 51,9  |
| Europa                 | 119,754 | 37,5  |
| Centraal-/Zuid-Amerika | 9,925   | 3,1   |
| Noord-Amerika          | 8,712   | 2,7   |
| Centraal- en Zuid-Azië | 7,708   | 2,4   |
| Midden-Oosten          | 4,585   | 1,4   |
| Afrika                 | 3,024   | 1,0   |
| Totaal                 | 319,324 | 100,0 |

| Nr | Land                | Aantal |
| -- | ------------------- | ------ |
| 1  | Italië              | 22,350 |
| 2  | Verenigd koninkrijk | 17,824 |
| 3  | Spanje              | 13,310 |
| 4  | Roemenië            | 10,581 |
| 5  | Duitsland           | 8,224  |
| 6  | Frankrijk           | 6,847  |
| 7  | Tsjechië            | 3,832  |
| 8  | Zweden              | 3,689  |
| 9  | Zwitserland         | 3,239  |
| 10 | Turkije             | 2,868  |

## ISO 14000 normen
De ISO standaarden die werden ontwikkeld binnen de ISO 14000 richten zich op het bestrijken van de volgende gebieden
- Milieumanagementsystemen
- Milieuauditing
- Milieuprestatie en -evaluatie
- Milieuetikettering
- Levenscyclusbeoordeling (assessment)
- Milieuaspecten in productstandaarden

De ISO 14001 norm behandelt van deze gebieden "Milieu Managementsystemen" en bestaat daarbij uit de volgende onderdelen:
- Context van de organisatie
- Leiderschap
- Planning
- Ondersteuning
- Uitvoering
- Evaluatie van de prestaties
- Verbetering

Deze zes onderdelen van de ISO 14001-norm volgen uit de “High Level Structure” (HLS). Alle ISO-normen worden opgezet volgens de HLS, wat het voor organisaties makkelijk moet maken om hun managementsystemen voor kwaliteit, milieu en arbo te integreren.

## Nieuwe ISO 14001-2015 standaard
Op 15 september 2015 is de nieuwe versie van de ISO 14001 gepubliceerd. In Nederland heet de norm officieel NEN-EN-ISO 14001: 2015. Deze versie is de opvolger van de ISO 14001-norm uit 2004. Beide normen kunnen bij certificatie nog tot begin september 2018 naast elkaar worden gebruikt. Vanaf september 2018 (drie jaar na de publicatie van ISO 14001:2015) zijn certificaten op basis van ISO 14001:2004 niet meer geldig. De nieuwe norm is gebaseerd op Annex SL - de nieuwe High Level Structure (HLS) dat een raamwerk met zich meebrengt dat toepasbaar is op alle managementsystemen. Dit helpt om consistent te blijven en één taal te spreken bij alle standaarden.
De belangrijkste wijzigingen binnen de nieuwe norm zijn:
- De focus op leiderschap
- De focus op risico management
- Nadruk op het meten en aanpassen van doelstellingen
- Communicatie en bewustwording
- Minder voorgeschreven eisen

De structuur van ISO 14001:2015 volgens Annex SL is als volgt, waarbij hetgeen specifiek is voor ISO 14000 rood is gemaakt en waar de originele Engelse termen voor de duidelijkheid, waar nuttig tussen haakjes zijn geplaatst, ook omdat deze termen in het Nederlandse spraakgebruik ook worden gehanteerd:
- 1: Toepassingsgebied (scope)
- 2: Normatieve referenties
- 3: Termen & definities

| Nr. | (Sub)clausule                                                     | Nr.  | (Sub)clausule                                |
| --- | ----------------------------------------------------------------- | ---- | -------------------------------------------- |
| 4   | Context van de organisatie                                        | 7.4  | Communicatie                                 |
| 4.1 | Begrijpen van de organisatie en haar context                      |      | 7.4.1 Algemeen                               |
| 4.2 | Begrip van de behoeften en verwachtingen van belanghebbenden      |      | 7.4.2 Interne communicatie                   |
| 4.3 | Bepalen van het toepassingsgebied van milieu management           |      | 7.4.3 Externe communicatie                   |
| 4.4 | milieu management systeem                                         | 7.5  | Gedocumenteerde informatie                   |
| 5   | Leiderschap                                                       |      | 7.5.1 Algemeen                               |
| 5.1 | Leiderschap en toewijding (commitment)                            |      | 7.5.2 creëren en bijhouden                   |
| 5.2 | Milieu beleid (policy)                                            |      | 7.5.3 beheer van gedocumenteerde informatie  |
| 5.3 | Organisatorische rollen, verantwoordelijkheden en bevoegdheden    | 8    | Uitvoering (Operation)                       |
| 6   | Planning                                                          | 8.1  | Planning en beheer van de uitvoering         |
| 6.1 | Acties om risico's en mogelijkheden te adresseren                 | 8.2  | Voorbereiding op noodsituaties en reactie    |
|     | 6.1.1 Algemeen                                                    | 9    | Prestatie evaluatie                          |
|     | 6.1.2 Milieuaspecten                                              | 9.1  | Monitoring, meting, analyse en evaluatie     |
|     | 6.1.3 Naleving (Compliance) verplichtingen                        |      | 9.1.1 Algemeen                               |
|     | 6.1.4 Planningsacties                                             |      | 9.1.2 Evaluatie van naleving (compliance)    |
| 6.2 | Milieu doelstellingen en planning om die te bereiken              | 9.2  | Interne verificatie (audit)                  |
|     | 6.2.1 Milieu doelstellingen                                       | 9.3  | Management beoordeling (review)              |
|     | 6.2.2 Planning van acties om de milieu doelstellingen te bereiken | 10   | Verbetering                                  |
| 7   | Ondersteuning (support)                                           | 10.1 | Algemeen                                     |
| 7.1 | Middelen (Resources)                                              | 10.2 | Non-conformiteit en corrigerende maatregelen |
| 7.2 | Competentie                                                       | 10.3 | Continue verbetering                         |
| 7.3 | Bewustzijn (Awareness)                                            |      |                                              |

## Documentvereisten in de standaard
De vereisten voor gedocumenteerde informatie is verdeeld over de standaard maar kunnen beknopt weergegeven worden als volgt:
| Nr.   | Uitleg |
| ----- | --- |
| 4.3   | Toepassingsgebied (scope) van het milieumanagement systeem: |
| 5.2   | Beleid (policy) |
| 6.1.1 | Algemeen gedocumenteerd proces om aan de vereisten van 6.1 te voldoen - Informatie voor zover nodig om het vertrouwen hebben dat de processen zijn uitgevoerd zoals gepland                                             |
| 6.1.2 | Noodzaak om gedocumenteerde informatie te hebben over: - Criteria gebruikt om de significante milieuaspecten vast te stellen - Milieuaspecten en de daarmee samenhangende milieueffecten - Significante milieuaspecten. |
| 6.1.3 | Gedocumenteerde informatie van nalevings(compliance)verplichtingen |
| 6.1.4 | Gedocumenteerde informatie van de risico's in verband met bedreigingen en kansen die moeten worden geadresseerd |
| 6.2.1 | Gedocumenteerde informatie over milieudoelstellingen |
| 7.2   | Gedocumenteerde informatie als bewijs van bekwaamheid |
| 7.4.1 | Gedocumenteerde informatie als bewijs van de communicatie |
| 7.5.1 | Gedocumenteerde informatie vereist door deze internationale norm evenals gedocumenteerde informatie bepaald door de organisatie, die vereist is voor de effectiviteit van het milieumanagementsysteem                   |
| 7.5.3 | Gedocumenteerde informatie van externe oorsprong die de organisatie noodzakelijk acht |
| 8.1   | Gedocumenteerde informatie voor zover dat nodig is om het vertrouwen te hebben dat de processen zijn uitgevoerd zoals gepland                                                                                           |
| 9.1.1 | Bewijs van monitoring, meting, analyse en evaluatie resultaten |
| 9.1.2 | Het bewijs van nalevings(compliance)-evaluatieresultaten |
| 9.2.2 | Het bewijs van de uitvoering van het auditprogramma (s) en de resultaten van de audit |
| 9.3   | Gedocumenteerde informatie als bewijs van de resultaten van de beoordelingen door het management |
| 10.1  | Informatie over de aard van de afwijkingen en eventuele latere acties, en de resultaten van eventuele corrigerende maatregelen                                                                                          |

## Vergelijking ISO 14001:2015 met ISO 14001:2004
De structuur van ISO 14001:2004 was als volgt:
| Nr. | Omschrijving                       |
| --- | ---------------------------------- |
| 1.  | Toepassingsgebied (Scope)          |
| 2.  | Normatieve referenties             |
| 3.  | Termen en definities               |
| 4.  | Milieu managementsysteem vereisten |
|     | 1. Algemene vereisten              |
|     | 2. Milieubeleid                    |
|     | 3. Planning                        |
|     | 4. Implementatie en uitvoering     |
|     | 5. Controle                        |
|     | 6. Management review               |

De vereisten waren dus ondergebracht in hoofdstuk 4, terwijl ze nu verdeeld zijn over de hoofdstukken 4 tot en met 10.
In onderstaande tabel is de vergelijking gemaakt tussen de vereisten van ISO 14001:2015, beschreven in de tien hoofdstukken van Annex SL versus ISO 14001:2004, beschreven in de vier hoofdstukken zoals bovenstaand aangegeven.
| ISO 14001:2015                                                                     | ISO 14001:2004                                                           |
| ---------------------------------------------------------------------------------- | ------------------------------------------------------------------------ |
| 4 Context van de organisatie (titel)                                               |                                                                          |
| 4.1 Begrijpen van de organisatie en haar context                                   |                                                                          |
| 4.2 Begrip van de behoeften en verwachtingen van belanghebbenden                   |                                                                          |
| 4.3 Bepalen van het toepassingsgebied van milieumanagement                         | 4.1 Algemene systeemvereisten                                            |
| 4.4 Milieu management systeem                                                      |                                                                          |
| 5 Leiderschap (titel)                                                              |                                                                          |
| 5.1 Leiderschap en toewijding                                                      |                                                                          |
| 5.2 Milieubeleid                                                                   | 4.2 Milieubeleid                                                         |
| 5.3 Organisatorische rollen, verantwoordelijkheden en bevoegdheden                 | 4.4.1 Middelen, rollen, verantwoordelijkheden en bevoegdheden            |
| 6 Planning (titel)                                                                 | 4.3 Planning                                                             |
| 6.1 Acties om risico's te adresseren die verbonden zijn aan bedreigingen en kansen |                                                                          |
| 6.1.1 Algemeen                                                                     |                                                                          |
| 6.1.2 Significante milieuaspecten                                                  | 4.3.1 Milieuaspecten                                                     |
| 6.1.3 Naleving (Compliance) verplichtingen                                         | 4.3.2 juridische (Legal) en andere verplichtingen                        |
| 6.1.4 Risico's verbonden aan bedreigingen en kansen                                |                                                                          |
| 6.1.5 Planning om actie te nemen                                                   |                                                                          |
| 6.2 milieu doelstellingen en de planning om die te bereiken                        | 4.3.3 Doelstellingen, taakstellingen en programma's                      |
| 6.2.1 Milieu doelstellingen                                                        | 4.3.3 Doelstellingen, taakstellingen en programma's                      |
| 6.2.2 Planning van acties om de milieudoelstellingen te bereiken                   |                                                                          |
| 7 Ondersteuning (titel)                                                            | 4.4 Implementatie en uitvoering                                          |
| 7.1 Middelen (Resources)                                                           | 4.4.1 Middelen (resources), rollen, verantwoordelijkheden en bevoegdheid |
| 7.2 Competentie                                                                    | 4.4.2 Competentie, training en bewustzijn (awareness)                    |
| 7.3 Bewustzijn (Awareness)                                                         |                                                                          |
| 7.4 Communicatie                                                                   | 4.4.3 Communicatie                                                       |
| 7.4.1 Algemeen                                                                     |                                                                          |
| 7.4.2 Interne communicatie                                                         |                                                                          |
| 7.4.3 Externe communicatie                                                         |                                                                          |
| 7.5 Gedocumenteerde informatie                                                     | 4.4.4 Documentatie                                                       |
| 7.5.1 Algemeen                                                                     |                                                                          |
| 7.5.2 Creëren en bijwerken                                                         | 4.4.5 Beheer van documentatie 4.5.4 Beheer van gegevens                  |
| 7.5.3 Beheer van gedocumenteerde informatie                                        | 4.4.5 Beheer van documentatie 4.5.4 Beheer van gegevens                  |
| 8 Uitvoering (Operation) (titel)                                                   | 4.4 Implementatie en uitvoering                                          |
| 8.1 Planning en beheer van uitvoering                                              | 4.4.6 Operationeel beheer                                                |
| 8.2 Voorbereiding op noodsituaties en reactie                                      | 4.4.7 Voorbereiding op noodsituaties en reactie                          |
| 9 Prestatie evaluatie (titel)                                                      | 4.5 Checken                                                              |
| 9.1 Monitoring, Meting, analyse en evaluatie                                       | 4.5.1 Monitoring en meting                                               |
| 9.1.1 Algemeen                                                                     |                                                                          |
| 9.1.2 Evaluatie van naleving (compliance)                                          | 4.5.2 Evaluatie van naleving (compliance)                                |
| 9.2 Interne audit                                                                  | 4.5.5 Interne audit                                                      |
| 9.3 Management review                                                              | 4.6 Management review                                                    |
| 10 Verbetering (titel)                                                             |                                                                          |
| 10.1 Algemeen                                                                      |                                                                          |
| 10.2 Non-conformiteit en corrigerende maatregelen                                  | 4.5.3 Non-conformiteit, corrigerende en preventieve acties               |
| 10.3 Continue verbetering                                                          |                                                                          |

## Stappenplan
De eisen bij ISO 14001 serie zijn gerubriceerd in vijf onderdelen:
- Milieubeleid
- Planning, inclusief milieu-risicoanalyse en milieuplan
- Implementatie en uitvoering
- Controle en corrigerende maatregelen
- Beoordeling door de directie

Het ISO 14001-systeem is dusdanig opgezet dat het optimaal met ISO 9001 en andere ISO's te integreren is.
De milieu-risicoanalyse is het belangrijkste onderdeel van de norm. Bij deze analyse wordt beoordeeld wat de milieurisico's zijn voor alle vormen van mogelijke vervuiling. Vervolgens dienen de beheersmaatregelen vastgesteld te worden, die vervolgens in een milieuplan verwerkt worden. De uitwerking van een milieuzorgsysteem dient goed te worden aangepast aan de aard, omvang en complexiteit van de organisatie.